# Oorlogsmonument Delfzijl
Het oorlogsmonument in de Groningse plaats Delfzijl is een monument ter nagedachtenis aan slachtoffers van de Tweede Wereldoorlog.

## Beschrijving
Het oorlogsmonument van beeldhouwer Thees Meesters is een staande, gestileerde tulp. Deze symboliseert het herrijzen van de Delfzijlster gemeenschap na de oorlog. De zuil is gemaakt van witte kalksteen en ruim drie meter hoog. De achterzijde vermeldt in reliëf de jaartallen 1940-1945, de voorzijde de tekst: 

VOOR HEN DIE VIELEN

Het monument staat bij het gemeentehuis, waar het in 1950 werd onthuld. Meesters maakte twee jaar daarvoor ook de plaquette in het gemeentehuis van Delfzijl.